# Casasco d’Intelvi
Casasco d’Intelvi – miejscowość i gmina we Włoszech, w regionie Lombardia, w prowincji Como.
Według danych na rok 2004 gęstość zaludnienia w gminie wynosiła 379 osób, 94,8 os./km².
1 stycznia 2018 gmina została zlikwidowana.